# T'bol

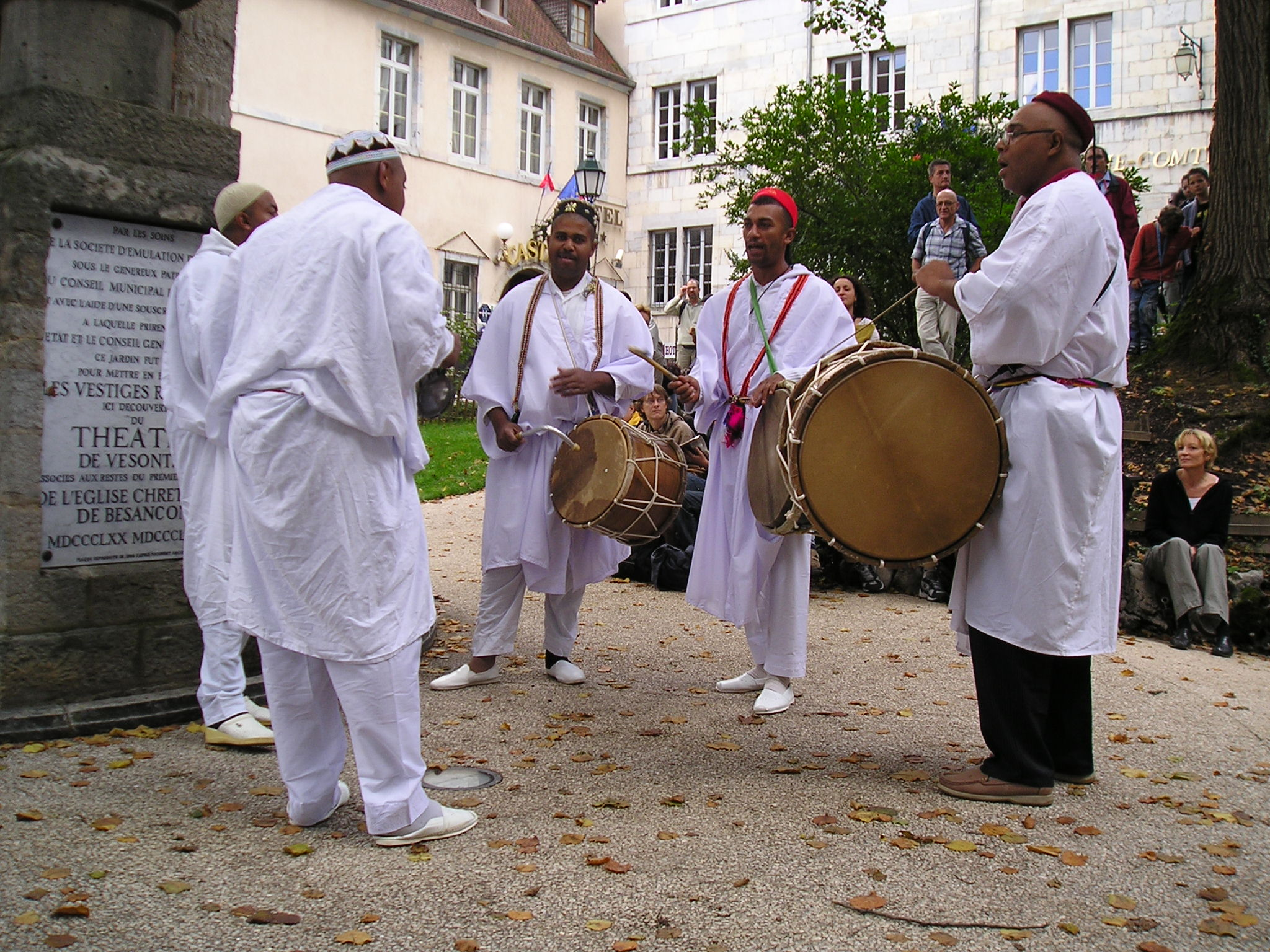
Arabischer Gedichtvortrag in Liedform, von t’bol und Klappern begleitet. Algerische Musiker 2006 in Frankreich

T’bol, arabisch طبول, auch ṭbol, ṭbel, t’bal, tbal, tobol, Plural tbola und Schreibvarianten, bezeichnet zwei Arten von Trommeln in den Ländern des Maghreb. Zum einen werden in weiten Teilen der Region von Tunesien bis Marokko zweifellige hölzerne Zylindertrommeln so genannt, die meist im Stehen zur Begleitung von Blasinstrumenten gespielt werden.
Die andere Bauform sind Kesseltrommeln, die vor allem von den Saharauis, die im Gebiet der Westsahara und im Südwesten von Algerien leben, und von den Bidhan in Mauretanien am Boden sitzend gespielt werden.

## Bauformen und Spielweisen
Die dialektalen Namensformen sind von der arabischen Bezeichnung ṭabl (Plural ṭubūl) für „Trommeln“ abgeleitet, entsprechend die indische tabla. Die volkstümlichen Musikstile der arabischen Musik, bei denen diese Trommeln zum Einsatz kommen, sind sehr unterschiedlich. Beide Instrumentengattungen werden überwiegend im Freien gespielt.

### Zylindertrommeln

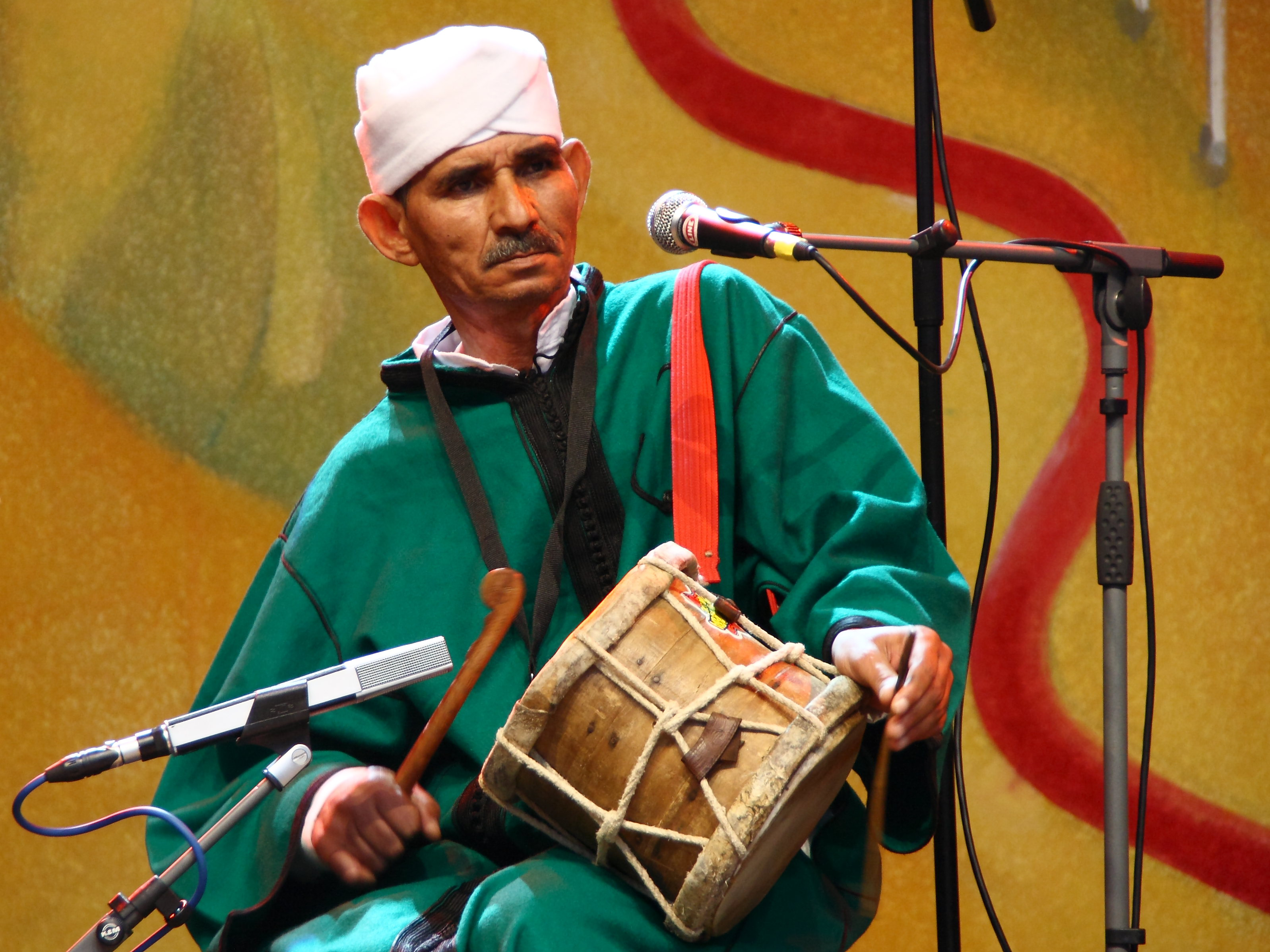
Ein Mitglied der Master Musicians of Jajouka auf dem TFF Rudolstadt 2011

Die zylinderförmigen t’bol sind mittelgroß mit einem Durchmesser von 40 bis 50 Zentimetern, manche haben einen Durchmesser bis zu 60 Zentimetern und sind mit zwei Tierfellen bespannt, die miteinander durch ein Schnurgeflecht verspannt sind. Sie werden im Stehen gespielt, häufig von Tänzern in Aktion. Die Trommeln werden an einem Band um den Hals getragen oder mit einem Gürtel an der Hüfte befestigt. An der Oberseite werden mit einem Krummschlägel die tieferen Hauptschläge, an der Unterseite mit einer geraden Gerte eher am Rand die höher klingenden Zwischenrhythmen geschlagen. Die Felle können mit Henna bemalt sein, manche Trommeln zeigen Abwehrmotive wie die Hand der Fatima.
Die Instrumente werden im Freien zu Tanzaufführungen bei Hochzeiten oder Beschneidungsfeiern, sowie zu Prozessionen und Wallfahrten von Sufi-Bruderschaften (Tariqas) meist zusammen mit Doppelrohrblattinstrumenten wie den weit verbreiteten ghaita gespielt.  Nachfahren schwarzafrikanischer Sklaven, die aus der Sudanregion in den Maghreb kamen, nennen die Zylindertrommel ganga (Plural gāngatān) im Süden Algeriens heißt sie auch dendoun. Als ganga oder amenini bezeichnen die algerischen Tuareg eine kurze Zylindertrommel, deren Rahmen aus einem Palmenstamm gefertigt wurde und beidseitig mit Ziegenhaut bespannt ist. Dieses Instrument spielen Tuareg-Frauen, die Nachkommen schwarzer Sklaven sind, in der Bergregion Tassili n'Ajjer zur Begleitung des Sebiba-Männertanzes.

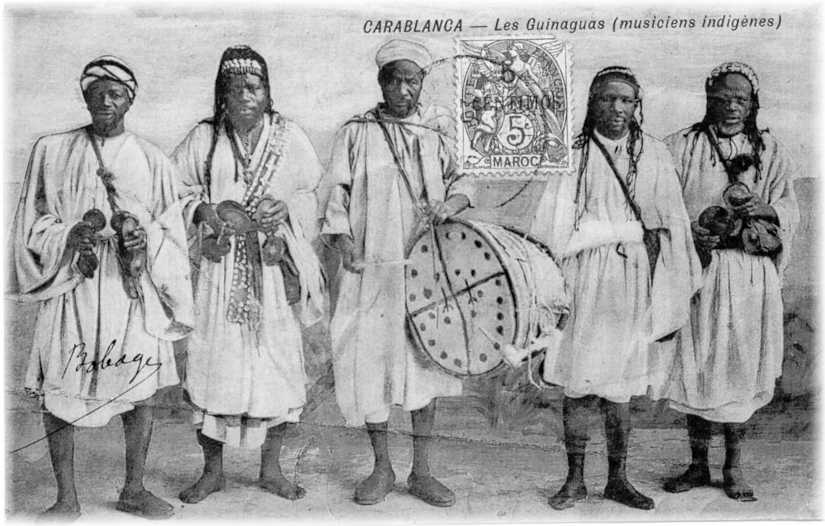
Gnawa-Musiker um 1920 mit t’bal und metallenen Gefäßklappern (qaraqib, Singular qaraba)

Die Gnawa in Marokko veranstalten öffentliche akrobatische Aufführungen mit Trancespielen, zu denen die Tänzer große Zylindertrommeln schlagen, die t’bal oder tabl gnawa genannt werden. Begleitet werden sie von der Binnenspießlaute gimbri. Gruppen von zwei bis drei Gnawa ziehen mit Trommeln von Haus zu Haus und spenden mit ihrem Gesangsvortrag Segen, indem sie einen für den Adressaten günstigen islamischen Heiligen heraufbeschwören.
In Algerien heißt das Doppelrohrblattinstrument al-gaita (ghaita), im Norden (in der Kabylei) und Osten auch zurna (beide gehören zu den surnai). Sie spielen im Ensemble mit der t’bel oder der gellal, einer schmalen Bechertrommel. T’bel und al-gaita begleiten zum Beispiel in Ostalgerien den Berber-Fruchtbarkeitstanz Abdaoui.
Typisch für ein traditionelles Hochzeitsorchester im marokkanischen Meknès sind zwei ghaita, zwei lange arabische Trompeten (nafir) und zwei t’bel. In Tunesien gibt es die große zweifellige Zylindertrommel t’bol, die unter anderem beim Zeremonialtanz Stambali gebraucht wird. Von hier weiter nach Osten heißen die in Verbindung mit Blasinstrumenten gespielten Zylindertrommeln allgemein tabl, wie die ägyptische tabl baladi, die den gleichnamigen Tanz begleitet.

### Kesseltrommeln
Bei den Tuareg waren Musikinstrumente früher strikt nach Geschlechtern aufgeteilt. Die einfachen Frauen spielten die Mörser-Trommel tendé, den adligen Frauen war die Streichlaute imzad vorbehalten. Die Kriegstrommel der Männer hieß auf Tamascheq tobol oder ettebel, sie war das Zeichen der Macht des Ältesten (Amenokal), des Oberhauptes mehrerer Tuaregfamilien. Ettebel kann etwa mit „Herr des Landes“ übersetzt werden und bezeichnet zugleich die größte politische Organisationseinheit der Tuareg. Die tobol (ettebel) ähnelt in der Form der weniger sakralen tazawat, wird aber mit anderen Rhythmen gespielt. Beides sind große hölzerne Kesseltrommeln, die mit Ziegen- oder Kuhhaut bespannt sind. Früher diente die tobol als Nachrichtentrommel, mit der die Versammlungen des Amenokal einberufen wurden, sie wurde abwechselnd von zwei Männern mit Stöcken gespielt.
Die Kesseltrommeln der saharauischen Haul-Musik sind keine Machtsymbole, sie werden von Frauen mit den Händen geschlagen, Männer spielen dazu die Zupflaute tidinit. In Mauretanien sind es meist  Frauen, die zu den berufsmäßigen Musikern der Iggāwen gehören, die ihren Gesang mit einer Trommel oder der Bogenharfe ardin und gelegentlich der Kalebassenrassel daghumma begleiten.
Der Korpus einer mauretanischen t’bol besteht aus einem becherförmig ausgehöhlten Holzstamm, dessen Öffnung mit einem Fell bespannt ist. Der Durchmesser der dickwandigen Halbkugelform beträgt etwa 50 Zentimeter. Bei dem hellbraunen Holz handelt es sich üblicherweise um das aromatisch riechende Holz von Balsamodendron africanum, anderer Name Commiphora africana (ein Balsambaumgewächs), auf Hassania heißt der drei bis vier Meter hohe Baum adreṣ.
Als Bespannung wird entfettete, aber ungegerbte Tierhaut verwendet, die in Wasser eingeweicht und in nassem Zustand aufgezogen wird. Nach dem Trocknen schrumpft die Haut, wird fest, sehr hart und schmiegt sich um die Ränder. Nur große, tief und dumpf klingende Trommeln werden manchmal mit gegerbtem Leder überzogen, das sich nicht so straff ziehen lässt wie Rohhaut. Die geflochtenen Spannschnüre bestehen ebenfalls aus Rohhaut.